# Propriedade física
Uma propriedade física é qualquer qualidade, quantidade ou atributo mensurável que descreve estados de um sistema físico. Mudanças em propriedades físicas de um sistema refletem em transformações desse sistema. Propriedades físicas também são frequentemente chamadas de observáveis.
Diferentemente das propriedades químicas, as mudanças nas propriedades físicas não acarretam mudanças na identidade de substâncias. Por exemplo, quando um material muda do estado sólido para o líquido, ou do líquido para o gasoso, há apenas mudança do estado da substância, mas não da identidade da substância em si, como ocorre nos processos de corrosão/oxidação. Portanto, a fase (sólido, liquido, gasoso, plasma) é uma propriedade física enquanto resistência a corrosão/oxidação é uma propriedade química.

## Propriedades intensivas e extensivas
As propriedades físicas podem ser classificadas em dois tipos principais: propriedades extensivas e intensivas.
Propriedades intensivas são aquelas que não dependem da quantidade de matéria ou do tamanho do sistema. Exemplos comuns incluem densidade, temperatura e pressão, que permanecem constantes independentemente do tamanho da amostra. As propriedades extensivas, por sua vez, variam de acordo com a quantidade de matéria ou o tamanho do sistema. Exemplos incluem massa, volume e energia total, que aumentam ou diminuem proporcionalmente à quantidade de matéria.
Propriedades intensivas podem ser obtidas pela razão entre duas propriedades extensivas. Por exemplo, a densidade é obtida pela relação entre massa e volume.

## Lista de propriedades físicas
As propriedades físicas de um material são relativamente insensíveis a considerações de estrutura interna e podem ser medidas por equipamentos sem a necessidade da aplicação de uma força. A categoria de propriedades físicas inclui exemplos como:
- Absorbância
- Absorbtividade molar
- Albedo
- Área
- Brilho aparente
- Calor específico
- Capacitância
- Capacidade térmica
- Carga elétrica
- Campo elétrico
- Campo magnético
- Condutividade elétrica
- Condutividade térmica
- Concentração
- Cor
- Densidade
- Ductibilidade
- Dureza
- Elasticidade
- Emissividade
- Frequência
- Fragilidade
- Fluxo magnético
- Índice de refração
- Impedância elétrica
- Impedância térmica
- Irradiância
- Luminescência
- Luminância
- Maleabilidade
- Massa
- Momento angular
- Momento linear
- Opacidade
- Permeabilidade magnética
- Permissividade
- plasticidade
- Ponto de ebulição
- Ponto de fusão
- Posição
- Potencial elétrico
- Pressão
- Radiância
- Refletividade
- resistência
- Resistência elétrica
- Resistência térmica
- Resistividade
- Rigidez
- Solubilidade
- Spin
- Susceptibilidade elétrica
- Susceptibilidade magnética
- Tensão de cisalhamento
- Tensão mecânica
- Tensão superficial
- Temperatura
- Transmitância
- Vazão
- Velocidade
- Viscosidade
- Volume